# Мальчик (песня Ёлки)
«Мальчик» — песня, написанная Павлом Волей и записанная им в дуэте с украинской певицей Ёлкой, для её четвёртого студийного альбома «Точки расставлены» (2011). Композиция была выпущена, как сингл в сентябре 2011 года.
Несмотря на то, что песня не попала в сотню лучших российского радиочарта, она получила коммерческий успех и четыре недели занимала десятую позицию в чарте цифровых треков России, по версии компании 2М и Lenta.ru.

## Предыстория и релиз
Идея создания совместной композиции у артистов появилась давно, но долго не реализовывалась. Запись песни произошла незадолго до её релиза. Ёлка рассказывала о том, что «идея дуэта родилась миллион лет тому назад. Даже не помню, кто именно озвучил её – я или Паша… Но то, что лично я очень давно хотела записать вместе с Пашей песню — это факт! Вот так мы просто решили, что такому дуэту быть». Песня была написана Волей и он говорил, что сначала был написан текст, а музыка появилась намного позже, через несколько лет. «На одной из репетиций неожиданно на этот текст была придумана музыка — она просто вырвалась из нас и быстренько родилась эта композиция. Мы просто репетировали вместе с музыкантами, я им показал эту вещь — вот так и возникла музыка», — рассказывал Павел.
Воля пригласил Ёлку на репетицию, где она услышала песню. Певица сразу же решилась на запись, поскольку ей песня показалась «наикрутейшей». Позже артисты долго искали время для записи. Аранжировкой и продюсированием композиции занимался сам Воля, при этом Ёлка говорила, что её поразил его профессиональный уровень. «Посмотреть, как он работает в студии – любое кино отдыхает. Я никогда не думала, что он настолько погружается в процесс. Он следит за всем! Я просто неуч рядом с ним. В каких-то технических моментах, в аранжировке, сведении – он просто гений», — говорила певица.

## Музыка и лирика
«Мальчик» — это поп-композиция, с элементами R&B и соула. Ёлка исполнила припев песни, а Воля записал рэп-куплеты. «Я подумал, что музыкальная часть этой песни — именно пение, а не мое суровое бормотание, должно достаться ей!», — объяснял Павел. Лирика песни рассказывает о сновидениях и о том, что во сне воплощаются все желания человека. Как говорил Воля, «во сне случается все, что угодно с каждым человеком. То же самое и в этой композиции. Мысль течет плавно, как будто это происходит в глубоком сне».

## Реакция критики
Песня получила положительные отзывы от музыкальных журналистов и занимала 6 место в «Экспертном чарте» портала RedStarMusic.ru, за сентябрь и октябрь 2011 года. Булат Латыпов в «Афише» положительно отозвался о дуэте. «Присутствие Ёлки настолько облагораживает и вносит смысл в эту вещь, придуманную язвительным пензенским филологом из Comedy Club, что господь уже с ним, с Волей. Сама госпожа Елка, перестав заниматься речитативными глупостями, похоже, окончательно превратилась в одну из главных надежд новой поп-музыки», — писал журналист. На сайте «МирМэджи» писали, что «выдавать нечто типа „Мальчика“ крайне не рекомендуется», отмечая, что артисты «разленились». Константин Баканов в «Собеседнике» отмечал, что песня звучит, как «респект рэперскому периоду» Ёлки. Александр Ковальчук в издании «Вголос» негативно отозвался о песне, написав, что она напоминает «сюрреалистичный эротический соул, где Паша Воля утопично пытается стать Барри Уайтом, а Ёлка — Далидой».

## Музыкальное видео
В сентябре в Киеве на песню был снят видеоклип. Большинство сцен были сняты в троллейбусе, который был обвешан осветительными приборами. Руслан Набипов в Apelzin.ru отмачал, что в клипе есть интересные моменты, но он получил неоднозначную реакцию публики: «некоторым нравится, ну а некоторым, как вы уже догадались, нет».

## Список композиций
- Радиосингл[10]

| №  | Название                              | Автор(ы)   | Длительность |
| -- | ------------------------------------- | ---------- | ------------ |
| 1. | «Мальчик»                             | Павел Воля | 3:39         |
| 2. | «Мальчик» (PVproduction Remix)        | Павел Воля | 3:37         |
| 3. | «Мальчик» (DJ Noiz & DJ Maxtal Remix) | Павел Воля | 3:19         |

## Участники записи
- Павел Воля — автор, продюсер, аранжировка, вокал
- Ёлка — вокал
- PVproduction — студия и аранжировка

## Чарты
| Страна/территория (Чарт)        | Высшая позиция |
| ------------------------------- | -------------- |
| СНГ (Tophit Общий Топ-100)      | 109            |
| СНГ (Tophit Топ-100 по заявкам) | 13             |
| Россия (2М. Цифровые треки)     | 10             |